# Сугут-Торбиково
Су́гут-То́рбиково (чув. Сӑкӑт) — деревня в Вурнарском районе Чувашской Республики. Входит в состав Сявалкасинского сельского поселения.
Находится между деревнями Кивсерт-Мурат, Ойкас-Яндоба, Мунъялы на правом берегу реки Большой Цивиль. В деревне действует сельскохозяйственный производственный кооператив, которое занимается разведением крупного рогатого скота и выращиванием сельскохозяйственных культур.

## География
Находится в центральной части Чувашии, на расстоянии приблизительно 16 км на север по прямой от районного центра поселка Вурнары на правом берегу речки Большой Цивиль.

## История
Известна с 1795 года, когда здесь проживало 156 человек в 43 дворах. В 1858 году отмечено было 202 жителя, в 1897 году здесь проживало 310 человек, в 1926 было 102 двора и 456 жителей. В 1939 был учтен 581 житель, в 1979—545. В 2002 году был 121 двор, в 2010 — 96 домохозяйств. В 1929 образован колхоз «Будённый», в 2010 действовал СХПК им. Маркса. Действовала Петропавловская церковь (1748—1938).

## Население
Постоянное население составляло 319 человек (чуваши 99 %) в 2002 году, 239 в 2010.